# Olivier de Clippele
Pour les articles homonymes, voir de Clippele.
Olivier de Clippele, né le 13 avril 1959 à Uccle (Bruxelles) est un homme politique belge bruxellois, membre du Mouvement réformateur (MR).
Il est licencié en droit (KUL) et en notariat (VUB), officier de réserve au 3e Chasseurs ardennais.
Notaire de profession, comme son père Jean-Pierre de Clippele, avant son élection au parlement régional en 1999 il était président du Syndicat national des propriétaires, un poste auquel il avait succédé à Hubert Moriaux qui avait succédé à son père,. Membre fondateur du Groupe Coudenberg et de l'asbl B Plus (en), secrétaire du Front pour le fédéralisme d'union, président de la Fabrique d'église de Saint-Boniface à Ixelles, président du Centre de formation professionnelle en animation sociale à Bruxelles.
Il a été élu pour la première fois au conseil communal d'Ixelles aux élections de 1994, sur une liste PSC, à l'époque où son père était député libéral. Lors des élections communales de 2006, il insistait pour que les libéraux flamands du VLD figurent sur une liste commune avec le MR. Pour les élections communales de 2012, il se présente en dissidence du MR en cartel avec la liste du FDF, après avoir annoncé en février 2012 qu'il formerait sa propre liste, « Respect et démocratie »,,.  

## Fonctions politiques
- Membre du Parlement de la Région de Bruxelles-Capitale depuis le 29 juin 1999
- Membre du Parlement de la Communauté française de 1999 à 2003
- Sénateur de communauté de 1999 à 2003
- Échevin d'Ixelles depuis 2006, conseiller communal depuis 1994

## Distinctions
- Chevalier de l'Ordre de Malte
- Commandeur de l'Ordre équestre du Saint-Sépulcre de Jérusalem
- Officier de l'Ordre de Léopold